# Делузиони поремећај
Делузиони поремећај је ментални поремећај који карактерише постојање небизарних делузија (оних које укључују могуће животне ситуације – бити праћен, преварен од партнера, бити болестан и сл.) Без обзира на утицај делузија, психолошко функционисање није оштећено. Специфичне врсте укључују еротомански тип, грандиозни тип, љубоморни тип, прогоњени тип, соматички тип и сл. као и мешане делузије. Познат је и као параноидни поремећај.